# Bauernhof (Oberschwaben)

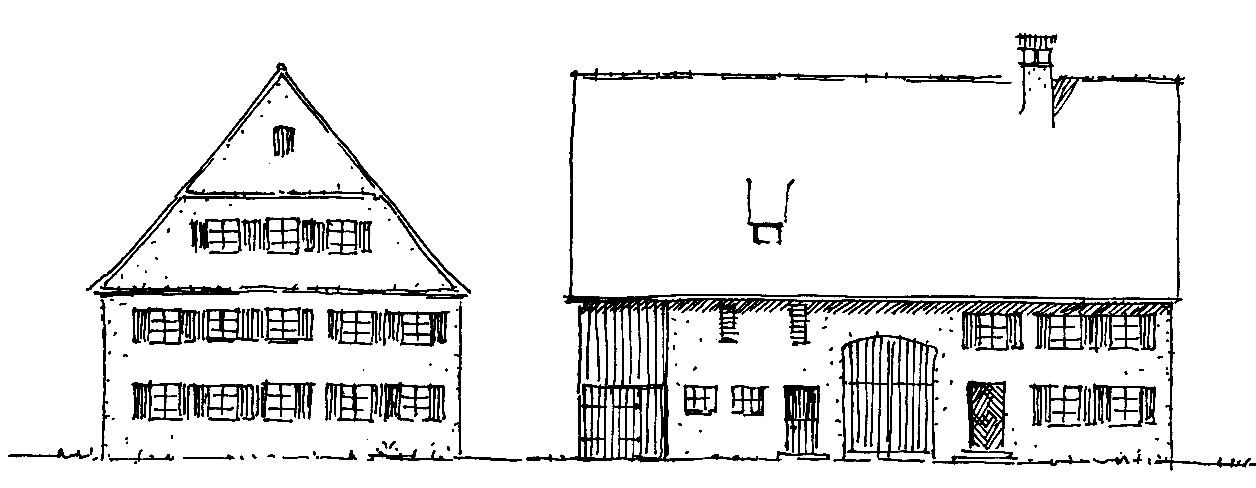
Giebel und Traufansicht des oberschwäbischen Bauernhofes

Der oberschwäbische Bauernhof ist ein Haustyp, der aus einer Urform, die hier beschrieben wird, hervorgegangen ist.

## Aussehen
Die oberschwäbische Grundform hat ein mäßig steiles Dach mit etwas über 45° Neigung. Es existiert kein Dachvorsprung, also kein so genannter Ortgang. Auch findet man keine Holzteile, sondern lediglich Putz und Mörtel. Oft bestehen Querteilungen durch einfache oder auch profilierte Gesimse. Das Dach war früher mit Stroh gedeckt. Heute werden zur Bedachung ausnahmslos Dachziegel verwendet. Der Wohnteil hat zwei volle Geschosse. Darüber erhebt sich das vorwiegend steile Dach, dessen First ohne Absatz in gleicher Höhe über die gesamte Länge des Hofes verläuft. Wohnteil, Tenne, Stall und Heustock, sehr oft kommt nach dem Wohnteil, der Stall dann die „Schuir“ (Scheune, Tenne) mit Heu- und Strohstock. befinden sich in der Regel unter einem Dach. Nur in Ausnahmefällen und größeren Gehöften wurden freistehende Nebengebäude oder Erweiterungsbauten errichtet. Charakteristisch ist das folgende Erscheinungsbild:
Die weißen Wandflächen werden durch gut proportionierte Fenster mit grünen Läden durchbrochen. Vier bis sechs Fenster auf Giebelbreite sind die Regel.

## Inneres
An der Giebelseite befindet sich am Eck ausnahmslos die Stube, danach die Küche. Hinter der Küche liegt in der Regel das Stüble oder die Abstellkammer. Neben diesen Räumen befindet sich ein Gang mit Treppe in die oberen Geschosse, in denen sich die Badezimmer und Schlafräume befinden. Neben dem Treppengang liegt die Tenne, daneben schließt sich der Stall an. Neben dem Stall befindet sich ein Schopf, in dem die benötigten Geräte und Werkzeuge untergebracht werden. In einzelnen Fällen besteht auch die folgende Einteilung: Wohnbereich – Gang – Rossstall – Tenne – Kuhstall. In diesem Fall wurde der Schopf als besonderes Gebäude außerhalb des Gehöfts errichtet. Die zweite Form kommt vor allem im nördlichen Teil Oberschwabens vor, da dort der Getreideanbau vorherrscht und mehr Pferde gehalten wurden.

## Verbreitungsgebiet
Diese Bauernhofform ist in ganz Oberschwaben zu sehen. Die östliche Grenze bildet der Lech, die nördliche die Schwäbische Alb, nicht wie oft vermutet die Donau. Im Süden ist die Grenze fließend auf der Linie Markt Rettenbach, Wolfertschwenden, Bad Grönenbach/Dietmannsried, Legau, Württembergisches Allgäu.